# ديفيد فيشر (نقابي)
ديفيد فيشر (بالإنجليزية: David Patrick Fisher)‏ هو نقابي نيوزيلندي، ولد في 4 أبريل 1850، وتوفي في 5 أبريل 1912.